# نقد التقانة

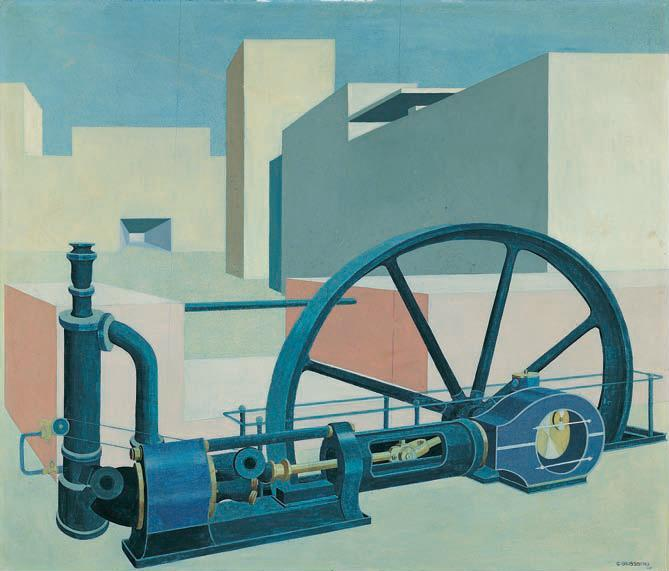
تصميم كارل غروسبيرغ مع التوربينات 1929

انتقادات التكنولوجيا هو تحليل فلسفي للآثار السلبية للتقنيات الصناعية والرقمية على المجتمع والبيئة. فهناك ادعاء في المجتمعات الصناعية المتقدمة، وليس بالضرورة الرأسمالي منها فقط، أن التكنولوجيا أصبحت وسيلة من وسائل الهيمنة والسيطرة والاستغلال وبمعنى أكثر عموم هم أشياء يهددون بقاء البشرية.  وتشمل هذه الانتقادات أدوات تقنية تستعمل يوميا مثل الثلاجات، أجهزة الكمبيوتر، والدواء.

## نظرة عامة
من أبرز الكتاب الذين ينتقدون التكنولوجيا، على سبيل المثال، جاك إيلول وإيفان إيليتش ولانغدون وينر، وجوزيف وايزنبوم، تيودور روزاك وغونتر اندرس، ونيل بوستمان، ومارتن هايدغر ولويس مومفورد. بعض الكتاب مثل تشيليس غلينيندنغ  وكيركباتريك سايل يعتبرون أنفسهم من اللاضيون الجدد الذين يؤمنون بأن التقدم التكنولوجي له تأثير سلبي على الإنسانية.
في السبعينات من القرن العشرين، أصبح لمعارضوا التكنولوجيا  في الولايات المتحدة، أساس سياسي جديد سمي منظور يسمى الغوغائية البدائية (anarcho-primitivism) والتي وضع معتقداتها مفكرين مثل فريدي بيرلمان، جون زيرزان وديفيد واتسون. والتي تقول أن التكنولوجيا، وليس الرأسمالية، جذور المشكلات المجتمعية المعاصرة. وضعت في مجلة المساحة الخامسة (fifth estate) في السبعينات والثمانينات متأثرة بمدرسة فرانكفورت، وبالأممية الموقفية، بجاك إيلول و آخرين.
هناك تداخل بين نقد التقنية، التي هي موقف سيايسي، وبين فلسفة التكنولوجيا التي تحاول تأسيس نفسها كفرع أكاديمي. 

## مزيد من القراءة
- مايكل أدس، آلات كمقياس الرجال: العلوم والتكنولوجيا، الأيديولوجيات من الهيمنة الغربية ، جامعة كورنيل الصحافة 1990
- براون، إرنست (2009). عقيمة التقدم: تكنولوجيا فارغة الوعد ، روتليدج.
- جاك هناك حاجة إلى التصعيد، التكنولوجية المجتمع, ترانس. جون ويلكنسون. نيويورك: نوف، 1964. لندن: جوانثان كايب، 1965. مراجعة. تح.: نيويورك: نوف/خمر، 1967. مع مقدمة من قبل روبرت ك. ميرتون (أستاذ علم الاجتماع في جامعة كولومبيا).
- أندرو فينبيرغ، تحويل التكنولوجيا. الحرجة نظرية إعادة النظر ، مطبعة جامعة أكسفورد، الطبعة الثانية 2002, (ردمك 0-19-514615-8) - فينبيرغ يقدم «متماسكة نقطة انطلاق المعادين للرأسمالية التقنية السياسة» [بحاجة لمصدر] للتغلب على ما يعتبره «القدرية» هناك حاجة إلى التصعيد هايدغر، وغيرها من أنصار «الموضوعية» نظريات التكنولوجيا.
- مارتن هايدغر، السؤال بشأن التكنولوجيا وغيرها من المقالاتB&T عام 1982، (ردمك 0-06-131969-4)
- هويسمان، مايكل ه., جويس أ. هويسمان (2011). Technofix: لماذا التكنولوجيا لن نقذنا أو البيئة, المجتمع الجديد للنشر، غابريولا أيلاند، كولومبيا البريطانية، كندا، (ردمك 0865717044).
- ديريك جنسن وجورج درافان، مرحبا بكم في الجهاز: العلم والمراقبة ثقافة التحكم, تشيلسي الخضراء للنشر والتوزيع، 2004, (ردمك 1-931498-52-0)
- ماندر، جيري (1992). في غياب المقدسة: فشل التكنولوجيا وبقاء الأمم الهندية, نادي سييرا الكتب.
- ساعي البريد، نيل (1993). تكنوبولي: استسلام ثقافة التكنولوجيا, خمر.
- ديفيد واتسون ضد الأليات الضخمة بروكلين: أوتونوميديا، 1998, (ردمك 1-57027-087-2) - عنوان مقال متاح على الإنترنت هنا
- جوزيف وايزنبوم، الكمبيوتر طاقة العقل البشري: من حكم الحساب, W. H. فريمان & Co Ltd, طبعة جديدة عام 1976
- لانغدون الفائز، تكنولوجيا مستقلة: التقنيات خارج السيطرة كموضوع في الفكر السياسي, أم أي تي للنشر 1977, (ردمك 978-0-262-23078-0)

## وصلات خارجية
- مجموعة من المبكر الغوغائيين البدائيين، المقالات التي نشرت في مجلة المساحةالخامسة
- S. رافي راجان - العلوم الدولة والعنف: هندي نقد النظر